# Nils Christofer Dunér

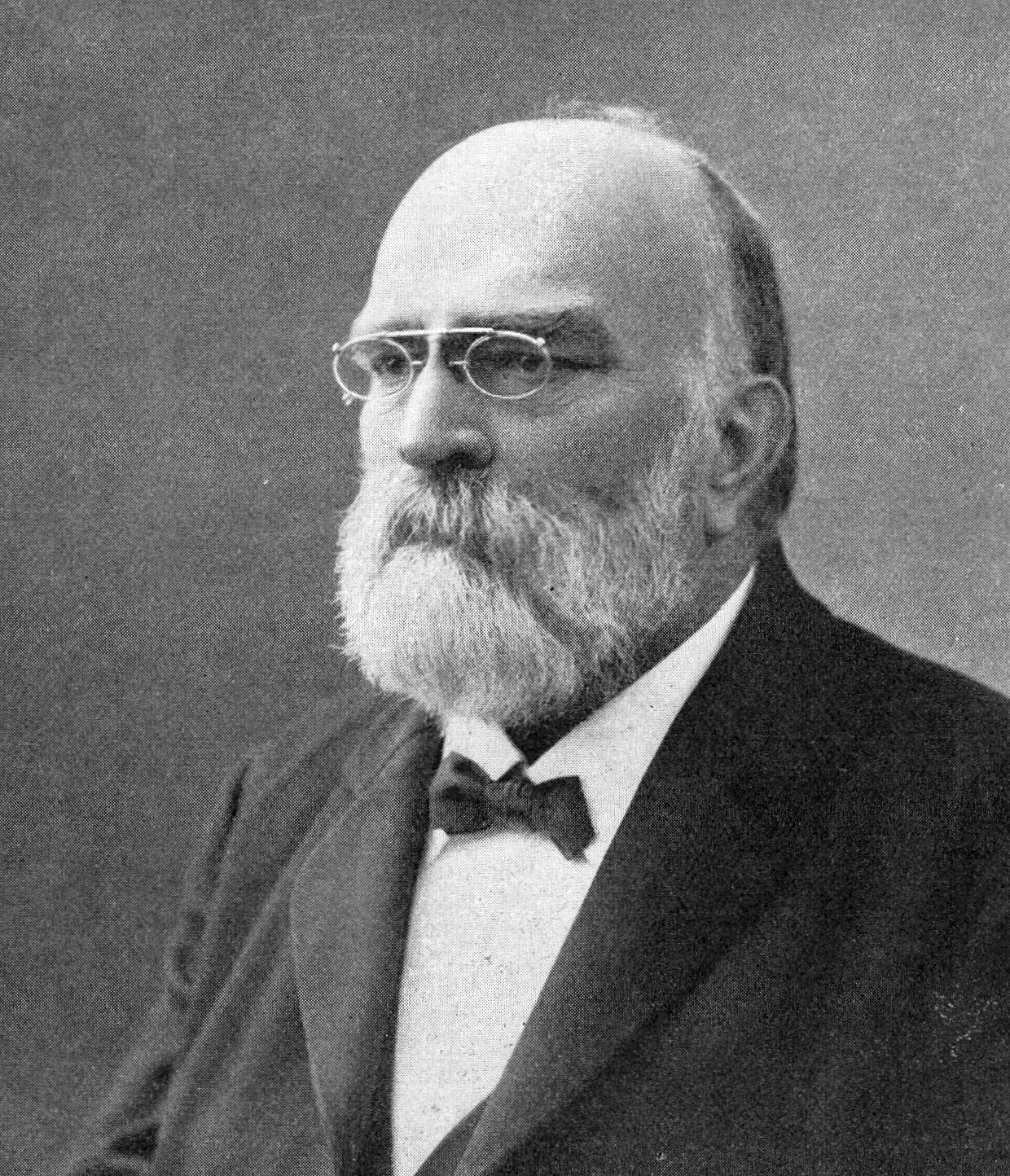
Nils Dunér auf einem Foto von 1909

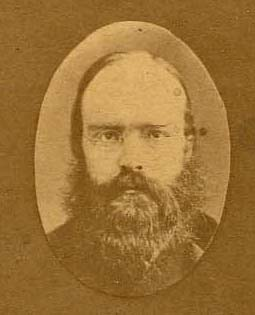
Dunér auf einem Foto von 1872

Nils Christofer Dunér, auch Nils Kristofer Dunér (* 21. Mai 1839 in Billeberga, Gemeinde Svalöv; † 10. November 1914 in Stockholm), war ein schwedischer Astronom.

## Leben
Dunér wurde 1862 an der Universität Lund promoviert und war ab 1864 Observator am Observatorium in Lund. 1887 wurde er zum außerordentlichen Professor für Astronomie ernannt, ab 1888 bekleidete er dasselbe Amt an der Universität Uppsala.
1863 gehörte Dunér zu den Gründern der Astronomischen Gesellschaft. 1861 und 1864 nahm er an zwei Arktis-Expeditionen nach Spitzbergen teil.
Ab den 1870er Jahren begann er mit Arbeiten auf dem Gebiet der Spektroskopie. Vorher arbeitete er über klassische Astronomie, Himmelsmechanik und Doppelsterne. Von 1867 bis 1875 führte er mikrometrische Messungen von 445 Doppel- und Mehrfachsternen aus, um die Bewegungen ihrer Komponenten zu berechnen. 1884 veröffentlichte er einen Katalog von Sternspektren (Klasse III in Vogels Klassifikationssystem).
Dunér war Mitglied der Königlich Schwedischen Akademie der Wissenschaften, der Königlich Physiographischen Gesellschaft in Lund, der Königlichen Gesellschaft der Wissenschaften in Uppsala sowie der Preußischen und der Bayerischen Akademie der Wissenschaften.
Er wurde 1887 mit dem Prix Lalande des Institut de France und 1892 von der Royal Society „für seine spektroskopischen Forschungen an Sternen“ mit der Rumford-Medaille ausgezeichnet. Der Krater Dunér auf dem Mond wurde nach ihm benannt.
Dunér war Freimaurer und Mitglied des schwedischen Ritterordens Karls XIII.

## Werke
- Mesures micrométiques d’étoiles doubles, 1876.
- Sur les étoiles à spectres de la troisième classe, 1884.
- Recherches sur la rotation du Soleil, 1891.
- Handbok i allmän astronomi, 1899.
- Calcul des éléments elliptiques de l’orbite du système stellaire de l’étoile variable Y Cygni, 1900.
- Über die Rotation der Sonne, 1907.